# Clerodendrum nipense
Clerodendrum nipense là một loài thực vật có hoa trong họ Hoa môi. Loài này được Urb. mô tả khoa học đầu tiên năm 1924.